# Porto Lucena
Porto Lucena é um município brasileiro do estado do Rio Grande do Sul, localizado às margens do Rio Uruguai.

## História
O povoamento da região que compõem Porto Lucena foi inciada pela instalação de um pequeno porto; colonos alemães, italianos, poloneses e nacionais contribuíram para o desenvolvimento da região. Nasceu da constituição de um povoado por volta de 1900, surgido do comércio da erva-mate e essências nativas para São Borja, Itaqui e Uruguaiana.[carece de fontes?]
Em divisões territoriais datadas de 31 de dezembro de 1936 e 31 de dezembro de 1937, constituiu-se o distrito de Pedro Álvares Cabral, situado no município de Santa Rosa. O distrito eventualmente sofreu alteração de seu nome, passando a ser chamado de Porto Lucena pelo Decreto Estadual nº 7.199, de 31 de março de 1938. Há versões concorrentes em relação à razão de tal nome: uma afirma que foi uma homenagem a Lucena, um dos primeiros moradores do local; enquanto outra diz que foi dado em homenagem a Henrique Pereira de Lucena, Presidente da Província de São Pedro no Rio Grande do Sul entre outubro de 1885 e maio de 1886.

### Formação Administrativa
Através da Lei Estadual nº 2.665, de 6 de agosto de 1955, o distrito de Porto Lucena foi elevado à categoria de município, com denominação homônima, desmembrando-se de Santa Rosa. A nova divisão municipal entrou em vigor no início do ano seguinte, em 1° de janeiro de 1956. Até então constituído apenas pelo Distrito Sede, o município é subdividido nos distritos de Porto Lucena e Vera Cruz pela Lei Municipal nº 15, de 6 de julho de 1963.
O distrito municipal de Vera Cruz foi elevado a município próprio pela Lei Estadual nº 9.588, de 20 de março de 1992, separando-se assim de Porto Lucena, bem como dos municípios de Alecrim e Santo Cristo, cuja área também foi repartida para a formação do novo município, denominado Porto Vera Cruz. Em divisão territorial datada de 2007, Porto Lucena permanecia constituído apenas pelo Distrito Sede.